# Поля відповідності
Поля відповідності — поля на шахівниці, за якими маневрують фігури суперників, опиняючись як би пов'язаними один з одним. З'являються зазвичай в ендшпілі, коли ряд ходів однієї сторони парирується єдино задовільними ходами іншої. Особливо велику роль поля відповідності грають в закінченнях з фіксованою пішаковою конфігурацією, де гра зводиться до точного маневрування королів по цих полях. У таких закінченнях нерідко утворюються цілі зони полів відповідності, за якими пересуваються королі в боротьбі за ключові поля. Порушити відповідність на свою користь (виграти) означає проникнути, маневруючи королем по полях відповідності, на ключові поля; утримати (зберегти) відповідність — не пропустити короля суперника на ключові поля.
Теорію полів відповідності почали розробляти в XX столітті (М. Григор'єв, Р. Біанкетті, К. Еберс, В. Гальберштадт, В. Бер, І. Майзеліс, М. Зинар). Виявлено ряд типових систем полів відповідності: трьох-, чотирьох-, восьми-, дванадцятипольна, Т-подібна і так далі. Один з простих випадків полів відповідності представлений етюдом М. Григор'єва (1921).
|   | a                                                                                      | b                                                                                      | c                                                                                      | d                                                                                      | e                                                                                      | f                                                                                      | g                                                                                      | h                                                                                      |   |
| 8 | f4 чорний король · c3 чорний пішак · d3 білий пішак · c2 білий пішак · e1 білий король | f4 чорний король · c3 чорний пішак · d3 білий пішак · c2 білий пішак · e1 білий король | f4 чорний король · c3 чорний пішак · d3 білий пішак · c2 білий пішак · e1 білий король | f4 чорний король · c3 чорний пішак · d3 білий пішак · c2 білий пішак · e1 білий король | f4 чорний король · c3 чорний пішак · d3 білий пішак · c2 білий пішак · e1 білий король | f4 чорний король · c3 чорний пішак · d3 білий пішак · c2 білий пішак · e1 білий король | f4 чорний король · c3 чорний пішак · d3 білий пішак · c2 білий пішак · e1 білий король | f4 чорний король · c3 чорний пішак · d3 білий пішак · c2 білий пішак · e1 білий король | 8 |
| 7 | f4 чорний король · c3 чорний пішак · d3 білий пішак · c2 білий пішак · e1 білий король | f4 чорний король · c3 чорний пішак · d3 білий пішак · c2 білий пішак · e1 білий король | f4 чорний король · c3 чорний пішак · d3 білий пішак · c2 білий пішак · e1 білий король | f4 чорний король · c3 чорний пішак · d3 білий пішак · c2 білий пішак · e1 білий король | f4 чорний король · c3 чорний пішак · d3 білий пішак · c2 білий пішак · e1 білий король | f4 чорний король · c3 чорний пішак · d3 білий пішак · c2 білий пішак · e1 білий король | f4 чорний король · c3 чорний пішак · d3 білий пішак · c2 білий пішак · e1 білий король | f4 чорний король · c3 чорний пішак · d3 білий пішак · c2 білий пішак · e1 білий король | 7 |
| 6 | f4 чорний король · c3 чорний пішак · d3 білий пішак · c2 білий пішак · e1 білий король | f4 чорний король · c3 чорний пішак · d3 білий пішак · c2 білий пішак · e1 білий король | f4 чорний король · c3 чорний пішак · d3 білий пішак · c2 білий пішак · e1 білий король | f4 чорний король · c3 чорний пішак · d3 білий пішак · c2 білий пішак · e1 білий король | f4 чорний король · c3 чорний пішак · d3 білий пішак · c2 білий пішак · e1 білий король | f4 чорний король · c3 чорний пішак · d3 білий пішак · c2 білий пішак · e1 білий король | f4 чорний король · c3 чорний пішак · d3 білий пішак · c2 білий пішак · e1 білий король | f4 чорний король · c3 чорний пішак · d3 білий пішак · c2 білий пішак · e1 білий король | 6 |
| 5 | f4 чорний король · c3 чорний пішак · d3 білий пішак · c2 білий пішак · e1 білий король | f4 чорний король · c3 чорний пішак · d3 білий пішак · c2 білий пішак · e1 білий король | f4 чорний король · c3 чорний пішак · d3 білий пішак · c2 білий пішак · e1 білий король | f4 чорний король · c3 чорний пішак · d3 білий пішак · c2 білий пішак · e1 білий король | f4 чорний король · c3 чорний пішак · d3 білий пішак · c2 білий пішак · e1 білий король | f4 чорний король · c3 чорний пішак · d3 білий пішак · c2 білий пішак · e1 білий король | f4 чорний король · c3 чорний пішак · d3 білий пішак · c2 білий пішак · e1 білий король | f4 чорний король · c3 чорний пішак · d3 білий пішак · c2 білий пішак · e1 білий король | 5 |
| 4 | f4 чорний король · c3 чорний пішак · d3 білий пішак · c2 білий пішак · e1 білий король | f4 чорний король · c3 чорний пішак · d3 білий пішак · c2 білий пішак · e1 білий король | f4 чорний король · c3 чорний пішак · d3 білий пішак · c2 білий пішак · e1 білий король | f4 чорний король · c3 чорний пішак · d3 білий пішак · c2 білий пішак · e1 білий король | f4 чорний король · c3 чорний пішак · d3 білий пішак · c2 білий пішак · e1 білий король | f4 чорний король · c3 чорний пішак · d3 білий пішак · c2 білий пішак · e1 білий король | f4 чорний король · c3 чорний пішак · d3 білий пішак · c2 білий пішак · e1 білий король | f4 чорний король · c3 чорний пішак · d3 білий пішак · c2 білий пішак · e1 білий король | 4 |
| 3 | f4 чорний король · c3 чорний пішак · d3 білий пішак · c2 білий пішак · e1 білий король | f4 чорний король · c3 чорний пішак · d3 білий пішак · c2 білий пішак · e1 білий король | f4 чорний король · c3 чорний пішак · d3 білий пішак · c2 білий пішак · e1 білий король | f4 чорний король · c3 чорний пішак · d3 білий пішак · c2 білий пішак · e1 білий король | f4 чорний король · c3 чорний пішак · d3 білий пішак · c2 білий пішак · e1 білий король | f4 чорний король · c3 чорний пішак · d3 білий пішак · c2 білий пішак · e1 білий король | f4 чорний король · c3 чорний пішак · d3 білий пішак · c2 білий пішак · e1 білий король | f4 чорний король · c3 чорний пішак · d3 білий пішак · c2 білий пішак · e1 білий король | 3 |
| 2 | f4 чорний король · c3 чорний пішак · d3 білий пішак · c2 білий пішак · e1 білий король | f4 чорний король · c3 чорний пішак · d3 білий пішак · c2 білий пішак · e1 білий король | f4 чорний король · c3 чорний пішак · d3 білий пішак · c2 білий пішак · e1 білий король | f4 чорний король · c3 чорний пішак · d3 білий пішак · c2 білий пішак · e1 білий король | f4 чорний король · c3 чорний пішак · d3 білий пішак · c2 білий пішак · e1 білий король | f4 чорний король · c3 чорний пішак · d3 білий пішак · c2 білий пішак · e1 білий король | f4 чорний король · c3 чорний пішак · d3 білий пішак · c2 білий пішак · e1 білий король | f4 чорний король · c3 чорний пішак · d3 білий пішак · c2 білий пішак · e1 білий король | 2 |
| 1 | f4 чорний король · c3 чорний пішак · d3 білий пішак · c2 білий пішак · e1 білий король | f4 чорний король · c3 чорний пішак · d3 білий пішак · c2 білий пішак · e1 білий король | f4 чорний король · c3 чорний пішак · d3 білий пішак · c2 білий пішак · e1 білий король | f4 чорний король · c3 чорний пішак · d3 білий пішак · c2 білий пішак · e1 білий король | f4 чорний король · c3 чорний пішак · d3 білий пішак · c2 білий пішак · e1 білий король | f4 чорний король · c3 чорний пішак · d3 білий пішак · c2 білий пішак · e1 білий король | f4 чорний король · c3 чорний пішак · d3 білий пішак · c2 білий пішак · e1 білий король | f4 чорний король · c3 чорний пішак · d3 білий пішак · c2 білий пішак · e1 білий король | 1 |
|   | a                                                                                      | b                                                                                      | c                                                                                      | d                                                                                      | e                                                                                      | f                                                                                      | g                                                                                      | h                                                                                      |   |

Чорні зведуть закінчення внічию, якщо не допустять короля суперника ні на одне з трьох ключових полів — е2, f2 і b3. Неважко встановити, що цієї мети задовольняє тільки хід 1. … Kpf3! Тоді на 2.Kpd1 потрібно 2. … Кре3 3.Kpc1! Kpd4 4.Kpb1 Kpc5 5.Кра2 Крb4, і король чорних встигає вчасно. Поля e1—f3, d1—е3, c1—d4, b1—c5, а2—b4 і будуть в цьому випадку полями відповідності. Утримуючи відповідність, чорні не пропускають білого короля на ключові поля.